# Franz Hermann von Kerckerinck zu Stapel
Franz Hermann Ludwig von Kerckerinck zu Stapel (* 17. Januar 1713 in Havixbeck; † 1778) war Domherr in Münster und Vertreter der Ritterschaft im Landtag.

## Leben

### Herkunft und Familie
Franz Hermann Ludwig von Kerckerinck zu Stapel entstammte einer der ältesten westfälischen Erbmännerfamilie. Sein Vater Johann Ludwig von Kerckerinck zu Stapel (1671–1750), verheiratet mit Maria Sophia Wilhelmina von Hörde zu Eringerfeld († 1746), spielte in dem münsterischen Erbmännerstreit eine bedeutende Rolle. Sein unermüdlicher Einsatz führte schließlich zu einer Entscheidung des Kaisers Joseph I. zugunsten der Erbmänner. Dadurch wurde der Weg zur Besetzung eines Domkanonikats für Karl Anton und Johann Franz frei.

### Wirken
Durch päpstlichen Zuspruch kam Franz Hermann im Jahre 1734 in den Besitz einer Dompräbende in Hildesheim. Bereits drei Jahre später verzichtete er und heiratete Maria Sophia Johanna von Rollingen zu Ausenburg. Aus der Ehe sind die Kinder Karl Anton (1751–1796, Domherr) und Johann Franz (1739–1792, Domherr) hervorgegangen. Die Aufschwörung zur Münsterschen Ritterschaft fand am 12. Januar 1740 statt. Damit gehörte er dem Landtag an, einem Gremium, das sich aus den drei Ständen zusammensetzte. Seine Aufgabe bestand in der Regelung des Steuerwesens und ab 1447 auch des Fehdewesens im Hochstift Münster.
Franz Hermann war Stammherr.